# Dasymys
Dasymys é um género de roedor da família Muridae.

## Espécies
- Dasymys alleni Lawrence & Loveridge, 1953
- Dasymys cabrali Verheyen, Hulselmans, Dierckx, Colyn, Leirs & Verheyen, 2003
- Dasymys foxi Thomas, 1912
- Dasymys incomtus (Sundevall, 1847) - rato-africano-do-pântano [1]
- Dasymys montanus Thomas, 1906
- Dasymys nudipes (Peters, 1870)
- Dasymys robertsi Mullin, Taylor & Pillay, 2004
- Dasymys rufulus Miller, 1900
- Dasymys rwandae Verheyen, Hulselmans, Dierckx, Colyn, Leirs & Verheyen, 2003
- Dasymys shortridgei Mullin, Taylor & Pillay, 2004
- Dasymys sua Verheyen, Hulselmans, Dierckx, Colyn, Leirs & Verheyen, 2003